# مارکسیسم لیبرترین
مارکسیسم لیبرترین دامنه وسیعی از فلسفه‌های اقتصادی و سیاسی است که بر جنبه‌های ضد استبدادی و آزادی خواهانه مارکسیسم تأکید دارد. جریانات اولیه مارکسیسم لیبرترین مانند کمونیسم چپ در تقابل با مارکسیسم–لنینیسم ظهور کردند.
مارکسیسم لیبرترین اغلب منتقد مواضع اصلاح طلبانه مانند مواضع سوسیال دموکرات‌ها است. جریان‌های مارکسیستی لیبرترین و لیبرترین اغلب از ایده‌های بعدی کارل مارکس و فریدریش انگلس، به ویژه از گروندریسه و جنگ داخلی در فرانسه ناشی می‌شوند. با تأکید بر باور مارکسیستی به توانایی طبقه کارگر در جعل سرنوشت خود بدون نیاز به یک کشور یا حزب پیشتاز برای میانجیگری یا کمک به آزادی آن است. در کنار آنارشیسم، مارکسیسم آزادیخواهانه یکی از جریان‌های اصلی سوسیالیسم لیبرترین است.
مارکسیسم لیبرترین شامل جریاناتی مانند خودمختاری، کمونیسم شورایی، دی لئونیسم، لتریسم، بخش‌هایی از چپ نو، بین‌الملل موقعیت‌گرا، سوسیالیسم یا برابری و کارگری است. مارکسیسم لیبرترین اغلب بر آنارشیست‌های پسا چپ و اجتماعی تأثیر زیادی داشته‌است. نظریه پردازان قابل توجه آزادیخواه مارکسیسم شامل موریس برینتون، کورنلیوس کاستوریادیس، گی دبور، رایا دونایفسکایا، دانیل گرن، سی. ال. آر. جیمز، رزا لوکزامبورگ، آنتونیو نگری، آنتون پانه کوک، فردی پرلمن، ارنستو اسکرپانتی، تامپسون، رائول وانیگم و یانیس واروفاکیس، که ادعا می‌کنند مارکس خودش یک مارکسیست لیبرتین بوده‌ است.

## بررسی اجمالی
مارکسیسم پس از شرایط خاص شروع به توسعه یک رشته فکری آزادیخواهانه کرد. به گفته چمسی اوجلی، اوایل اظهارات اولیه چنین دیدگاه‌هایی را در موریس و حزب سوسیالیست بریتانیا (SPGB) و سپس دوباره در حوادث ۱۹۰۵، با نگرانی فزاینده از بوروکراسی و از بین بردن رادیکالیزاسیون سوسیالیسم بین‌المللی پیدا نمی‌کند.
در دسامبر ۱۸۸۴، ویلیام موریس اتحادیه سوسیالیست را تأسیس کرد که توسط فردریش انگلس و الینور مارکس تشویق و حمایت می‌شد. موریس به عنوان چهره اصلی سازمان، سخنرانی‌ها و صحبت‌های بی وقفه خود را در گوشه خیابان‌ها و همچنین در باشگاه‌ها و تئاترهای سخنرانی در سراسر انگلیس و اسکاتلند آغاز کرد. از سال ۱۸۸۷، تعداد آنارشیست‌ها از مارکسیست‌ها در لیگ سوسیالیست بیشتر بود. سومین کنفرانس سالانه لیگ که در ۲۹ مه ۱۸۸۷ در لندن برگزار شد، با اکثریت نمایندگان ۲۴ شعبه رأی مثبت به قطعنامه ای تحت حمایت آنارشیست اعلام کرد: توسط اتحادیه دنبال می‌شود، و دلیل کافی برای تغییر آن نمی‌بیند.
موریس در صلح پیش می‌رفت، اما سرانجام او به طرفداری از مخالفان مجلس درآمد، که کنترل لیگ سوسیالیست را به دست آوردند و در نتیجه حمایت انگلس را از دست دادند و عزیمت النور مارکس و شریک زندگی خود ادوارد آولینگ را برای تشکیل جامعه جداگانه سوسیالیست بلومزبری دیدند.

### نظریه
از نظر بسیاری از سوسیالیست‌های لیبترین مارکسیست، ورشکستگی سیاسی ارتدوکسی سوسیالیست وقفه ای نظری را ایجاب می‌کرد. این وقفه اشکال مختلفی داشت. هواداران بوردیگاه و حزب سوسیالیست بریتانیا ناسازگاری فوق‌العاده مارکسیستی در مسائل نظری دفاع. دیگر سوسیالیست‌ها پشت مارکس به برنامه ضد پوزیتیویستی ایدئالیسم آلمانی بازگشتند. سوسیالیسم لیبرترین اغلب آرمان‌های سیاسی ضد استبدادی خود را با این تمایز نظری از ارتدوکسی پیوند داده‌است. کارل کرش در بخش عمده‌ای از زندگی خود و به دلیل اصرار مداوم به سمت گشودگی نظری در کار خود، یک سوسیالیست لیبرترین باقی ماند. کرش ابدی و ایستایی را رد کرد و در مورد نقش اساسی تمرین در حقیقت یک نظریه وسواس داشت. از نظر کورش، هیچ نظریه ای حتی از مارکسیسم نیز نمی‌توانست از تاریخ فرار کند. از این منظر، کورش حتی محرک سرمایه مارکس را جنبش طبقات تحت ستم دانست.
در رد سرمایه‌داری و دولت، برخی از سوسیالیست‌های لیبرترین خود را با آنارشیست‌ها هم در مقابل دموکراسی نماینده سرمایه‌داری و هم در برابر اشکال استبدادی مارکسیسم همسو می‌کنند. اگرچه آنارشیست‌ها و مارکسیست‌ها هدف نهایی یک جامعه بدون دولت را دارند، اما آنارشیست‌ها بیشتر مارکسیست‌ها را به دلیل حمایت از مرحله انتقالی که در آن دولت برای رسیدن به این هدف استفاده می‌شود ، انتقاد می‌کنند. با این وجود، گرایش‌های مارکسیستی آزادیخواهانه مانند خودمختاری و کمونیسم شورایی از نظر تاریخی با جنبش آنارشیست در هم آمیخته‌اند. جنبش‌های آنارشیستی، هر دو همزمان با جنگ داخلی اسپانیا، با نیروهای سرمایه‌دار و مارکسیست درگیر شده‌اند، هرچند مانند آن جنگ، مارکسیست‌ها اغلب در حمایت یا مخالفت با آنارشیسم تقسیم می‌شوند. دیگر آزار و اذیت‌های سیاسی تحت احزاب بوروکراتیک منجر به یک تضاد شدید تاریخی بین آنارشیست‌ها و مارکسیست‌های آزادیخواه از یک سو و لنینیست‌ها، مارکسیست - لنینیست‌ها و مشتقات آنها مانند مائوئیست‌ها از سوی دیگر شده‌است. با این حال، در تاریخ اخیر سوسیالیست‌های لیبرترین به منظور اعتراض به نهادهایی که هر دو آنها را رد می‌کنند، بارها اتحاد موقت با گروه‌های مارکسیست - لنینیست بسته‌اند.
بخشی از این تضاد را می‌توان در انجمن بین‌المللی کارگران، اولین انترناسیونال، کنگره ای از کارگران رادیکال جستجو کرد، جایی که میخائیل باکونین (که نسبتاً نماینده عقاید آنارشیست بود) و کارل مارکس (که آنارشیستها او را متهم به «اقتدارگرا» بودن) کردند. در موضوعات مختلف به درگیری بپردازند. دیدگاه باکونین در مورد عدم مشروعیت دولت به عنوان یک نهاد و نقش سیاست‌های انتخاباتی کاملاً مخالف نظرات مارکس در انترناسیونال اول بود. اختلافات مارکس و باکونین سرانجام منجر به کنترل مارکس توسط انترناسیونال اول و اخراج باکونین و پیروانش از سازمان شد. این آغاز یک دشمنی و انشعاب طولانی مدت بین سوسیالیست‌های آزادیخواه و آنچه آنها «کمونیست‌های اقتدارگرا» یا در عوض فقط «اقتدارگرایان» می‌نامند بود. برخی از مارکسیست‌ها دیدگاه‌هایی را تدوین کرده‌اند که شباهت زیادی به سندیکالیسم دارد و در نتیجه تمایل بیشتری به عقاید آنارشیستی ابراز می‌کنند. چندین سوسیالیست آزادیخواه، به ویژه نوام چامسکی، معتقدند که آنارشیسم اشتراکات بسیاری با انواع خاصی از مارکسیسم مانند کمونیسم شورایی مارکسیست آنتون پانکوک دارد. وی در یادداشت های چامسکی دربارهٔ آنارشیسم، این احتمال را مطرح می‌کند که "نوعی کمونیسم شورایی شکل طبیعی سوسیالیسم انقلابی در یک جامعه صنعتی است. این منعکس کننده این باور است که وقتی سیستم صنعتی توسط هر نوع نخبه خودکامه، اعم از مالک، مدیر و تکنوکرات، یک حزب "پیشتاز" یا دیوان سالاری دولتی کنترل می‌شود، دمکراسی به شدت محدود می‌شود.

## تاریخچه

### قرن بیستم
به گفته چمسی العوجیلی، "مهمترین گسست‌ها باید در شورشیان در طی جنگ جهانی اول و بعد از آن ردیابی شود. بسیاری از کمونیست‌ها که از کاپیتولاسیون سوسیال دموکرات‌ها سرخورده بودند، از ظهور شوراهای کارگری به هیجان آمده و به آرامی از لنینیسم فاصله گرفتند، ادعاهای احزاب سوسیالیست را رد کردند و به جای آن توده‌ها ایمان خود را نهادند ". برای این سوسیالیست‌ها، "شهود توده‌های موجود در عمل می‌تواند نبوغ بیشتری نسبت به کار بزرگترین نبوغ فردی داشته باشد". کارگری و خودجوش بودن لوکزامبورگ نمونه ای از مواضعی است که بعداً توسط چپ افراطی این دوره اتخاذ شد. آنتون پانه‌کک، Roland Holst و هرمان گورتر در هلند، سیلویا پنکهرست در انگلیس، آنتونیو گرامشی در ایتالیا و گئورگ لوکاچ در مجارستان. در این فرمول بندی‌ها، دیکتاتوری پرولتاریا باید یک دیکتاتوری یک طبقه باشد، "نه یک حزب یا یک دسته". با این وجود، در این خط فکری "[تنش] تنش بین ضد پیشتاز و پیشتاز غالباً خود را به دو روش کاملاً متضاد حل و فصل کرده‌است: اولی شامل گرایش به طرف حزب بود؛ دومی حرکت به سمت ایده خودجوش بودن کامل پرولتری را در پی داشت. دوره اول به وضوح در گرامشی و لوکاچ مثال می‌زند. دوره دوم در گرایش نشان داده شده‌است، از چپ گرایان هلندی و آلمانی، که تمایل به ریشه کن کردن کامل شکل حزب دارند.
در دولت در حال ظهور شوروی، شورشهای چپ علیه بلشویکها ظاهر شد که یک سلسله شورش و قیام علیه بلشویکها بود که توسط گروه‌های چپ از جمله انقلابیون سوسیالیست، انقلابیون چپ سوسیالیست، منشویک‌ها و آنارشیستها پشتیبانی می‌شدند. برخی از آنها از جنبش سفید حمایت می‌کردند در حالی که برخی سعی داشتند یک نیروی مستقل باشند. این قیام‌ها از سال ۱۹۱۸ آغاز شد و در طول جنگ داخلی روسیه و پس از آن تا سال ۱۹۲۲ ادامه یافت. در پاسخ، بلشویکها به‌طور فزاینده ای تلاش برای جذب این گروه‌ها را به دولت رها کردند و آنها را با زور سرکوب کردند.
به دلیل مواضع ضد شوروی در جنگ داخلی در اسپانیا، حزب اتحاد مارکسیستی کارگران به عنوان یک مارکسیست آزادیخواه شناخته می‌شود.

### پس از جنگ جهانی دوم

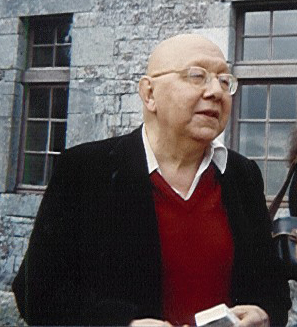
کورنلیوس کاستوریادیس، نظریه‌پرداز گروه Socialisme ou Barbarie

در اواسط قرن بیستم، برخی از گروه‌های آزادیخواه سوسیالیست از اختلاف نظر با تروتسکیسم که خود را به عنوان ضد استالینیسم لنینیستی نشان می‌داد، ظاهر شدند. به همین ترتیب، گروه فرانسوی Socialisme ou Barbarie از جناح چهارم تروتسکیست ظهور کرد، جایی که کاستوریادیس و کلود لفورت گرایش Chaulieu – Montal را در Parti Communiste Internationaliste فرانسه در ۱۹۴۶ ایجاد کردند. در سال ۱۹۴۸، آنها «آخرین نارضایتی خود با تروتسکیسم» را تجربه کردند آنها را به جدایی برای تشکیل «سوسیالیسم یا باربری» سوق داد، که مجله آن در مارس ۱۹۴۹ شروع به کار کرد. کاستوریادیس بعداً در مورد این دوره گفت که «مخاطبان اصلی این گروه و مجله توسط گروه‌هایی از چپ رادیکال قدیمی تشکیل شد: که شانلبوردیگیستها، کمونیست‌های شورا، برخی از آنارشیست‌ها و برخی از فرزندان» چپ «آلمان در دهه ۱۹۲۰بودند». در انگلستان، گروه همبستگی در سال ۱۹۶۰ توسط گروه کوچکی از اعضای اخراج شده حزب کارگر سوسیالیست تروتسکیست تأسیس شد. تقریباً از ابتدا، این گروه به شدت تحت تأثیر گروه سوسیالیسم فرانسوی فرانسوی، به ویژه توسط رهبر فکری این گروه، کورنلیوس کاستوریادیس، که مقاله‌هایش در میان بسیاری از جزوه‌های همبستگی تولید شده بود، بود. رهبر فکری این گروه کریس پالیس بود.
در جمهوری خلق چین از سال ۱۹۶۷، شرایط فوق‌العاده به سمت چپ و کمونیست چپ اشاره به نظریه سیاسی و عمل خود تعریف شده به عنوان بیشتر چپ تر از مرکزی مائوئیست رهبران در ارتفاع انقلاب کبیر فرهنگی پرولتاریائی (GPCR) این اصطلاحات همچنین برای توصیف برخی از جهت‌گیری‌های آنارشیست چینی در اوایل قرن ۲۰ به صورت عقب‌گرد استفاده می‌شود. حزب کمونیست چین (CPC) اصطلاح «فوق چپ» را برای تقبیح هرگونه جهت‌گیری که بیشتر از خط حزب باقی بماند، به کار برد. طبق کاربرد اخیر، کمیته مرکزی CPC در سال ۱۹۷۸ خط مائو تسه تونگ از سال ۱۹۵۶ تا زمان مرگ وی در ۱۹۷۶ را به عنوان فوق‌العاده چپ محکوم کرد. چپ چپ به آن موقعیت‌های شورشی GPCR گفته می‌شود که با شناسایی تناقض ضد خصومت بین خود نظام تک‌حزبی CPC-PRC و توده‌های کارگران و دهقانان که به عنوان یک طبقه واحد پرولتاریایی جدا شده از هر معناداری از خط مائوئیست مرکزی جدا شده‌اند. کنترل تولید یا توزیع در حالیکه خط مائوئیست مرکزی ادعا می‌کرد توده‌ها از طریق وساطت حزب، ابزار تولید را کنترل می‌کنند، چپ گرایان استدلال می‌کردند که منافع عینی دیوان سالارها از طریق ساختار دولت متمرکز در مخالفت مستقیم با منافع عینی توده‌ها تعیین می‌شود، صرف نظر از "قرمز" بودن فکر یک دیوان سالار خاص. در حالی که رهبران مرکزی مائوئیست توده‌ها را به انتقاد از "عقاید" و "عادات" ارتجاعی در میان ۵٪ کادرهای بد ادعا می‌کردند، و به آنها فرصتی می‌دادند تا "برگ جدیدی را برگردانند" بعد از " شستشوی مغزی "، چپ استدلال کرد که انقلاب فرهنگی باید جای خود را به انقلاب سیاسی بدهد "که در آن یک طبقه طبقه دیگری را سرنگون کند". ظهور چپ جدید در دهه‌های ۱۹۵۰ و ۱۹۶۰ منجر به احیای مجدد علاقه به سوسیالیسم آزادیخواهانه شد. انتقاد چپ نوین از اقتدارگرایی چپ قدیمی با علاقه شدید به آزادی شخصی، خودمختاری همراه بود منجر به کشف مجدد سنتهای قدیمی سوسیالیستی، مانند کمونیسم چپ، کمونیسم شورایی و صنعتی شد. کارگران جهان چپ جدید همچنین منجر به احیای آنارشیسم شد. ژورنالی مانند رادیکال آمریکا و ماسک سیاه در ایالات متحده، همبستگی، بزرگ شعله و دموکراسی و طبیعت، با موفقیت مجله بین‌المللی دموکراسی فراگیر در انگلستان، طیف وسیعی از ایده‌های آزادیخواهانه چپ را به نسل جدید معرفی کرد.
در سال ۱۹۶۹، فرانسه پلتفرمیسم آنارکو کمونیست دانیل گرن مقاله ای را با عنوان "مارکسیسم لیبرتین؟" که در آن او با بحث بین مارکس و باکونین در انترناسیونال اول پرداخته و پس از آن نشان می‌دهد که رد جبر و اعتقاد به سرنوشت، به جای بیشتری برای اراده فردی، شهود، تخیل، سرعت رفلکس، و به غرایز عمیق توده‌ها، که بیش از استدلال "نخبگان" در ساعت‌های بحرانی، دور از ذهن هستند؛ مارکسیسم لیبرترین به تأثیرات غافلگیری، تحریک و جسارت فکر می‌کند، از بهم ریختن و فلج شدن امتناع می‌ورزد دستگاه "علمی" سنگین، تقلبی نمی‌کند یا بلوف نمی‌زند و به همان اندازه که از ترس از چیزهای ناشناخته محافظت می‌کند، خود را از ماجراجویی محافظت می‌کند.
مارکسیسم خودمختار، نئو مارکسیسم و نظریه موقعیت گرایی نیز به عنوان انواع ضد استبدادی مارکسیسم قلمداد می‌شوند که کاملاً در درون سنت سوسیالیست آزادیخواهانه است. مرتبط با این روشنفکرانی بودند که تحت تأثیر آمادئو بوردیگای کمونیست چپ ایتالیایی قرار گرفتند، اما با مواضع لنینیستی وی مخالف بودند، از جمله ژاک کامات، سردبیر نشریه فرانسوی Invariance و ژیل داو، که کتاب چاپ تروپلین را با کارل نسیچ منتشر کرد.

## گرایش‌های مارکسیست لیبرتین برجسته

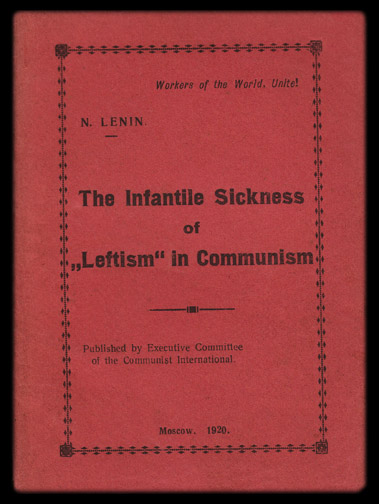
اولین نسخه انگلیسی کتاب ولادیمیر لنین، کمونیسم چپ: یک اختلال شیرخوارگی (منتشر شده توسط کمیته اجرایی کمونیست انترناسیونال برای نمایندگان در دومین کنگره جهانی آن) که در آن لنین به کمونیست‌های چپ و کمونیست‌های شورا حمله می‌کند.

### دی لئونیسم
دی لئونیسم، گهگاه به مارکسیسم – دی لئونیسم معروف است، نوعی مارکسیسم سندیکالیستی است که توسط دانیل دی لئون ایجاد شده‌است. دی لئون رهبر اولیه اولین حزب سیاسی سوسیالیست ایالات متحده، حزب سوسیالیست کارگر آمریکا بود. دی لئون در حال ظهور نظریه‌های سندیکالیسم در زمان خود با مارکسیسم ارتدوکس بود. طبق نظریه دی لئونیست، اتحادیه‌های صنعتی مبارز، وسیله مبارزه طبقاتی هستند. اتحادیه‌های صنعتی که منافع پرولتاریا را تأمین می‌کنند، تغییر مورد نیاز برای استقرار یک سیستم سوسیالیستی را ایجاد خواهند کرد. تنها راه تفاوت این امر در برخی از جریانات در آنارکوسندیکالیسم این است که - طبق تفکر دی لئونیست - یک حزب سیاسی انقلابی نیز برای مبارزه برای پرولتاریا در زمینه سیاسی لازم است.
دی لئونیسم خارج از سنت لنینیستی کمونیسم است. این قبل از لنینیسم است که اصول دی لئونیسم در اوایل دهه ۱۸۹۰ با به عهده گرفتن دی لئون از حزب کارگر سوسیالیست توسعه یافت. لنینیسم و ایده حزب پیشتاز آن پس از انتشار لنین در سال ۱۹۰۲ با عنوان " چه باید کرد؟". ماهیت بسیار غیرمتمرکز و دموکراتیک دولت پیشنهادی دی لئونیست در تضاد با تمرکزگرایی دموکراتیک مارکسیسم - لنینیسم و آنچه آنها به عنوان ماهیت دیکتاتوری اتحاد جماهیر شوروی و جمهوری خلق چین و سایر کشورهای "کمونیست" می‌دانند، است. موفقیت طرح دی لئونیست منوط به دستیابی به حمایت اکثریت مردم هم در محل کار و هم در نظرسنجی است، در مقابل تصور لنینیست مبنی بر اینکه یک حزب پیشتاز کوچک باید طبقه کارگر را برای انجام انقلاب هدایت کند.

### کمونیسم شورایی

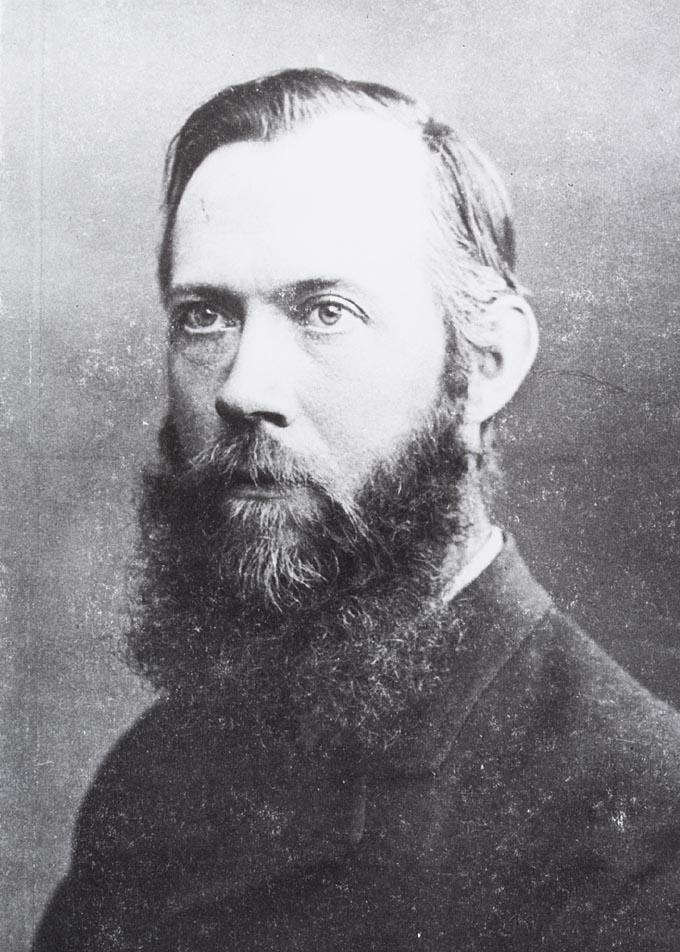
آنتون پانکوک، یکی از اصلی‌ترین نظریه پردازان کمونیسم شورایی

کمونیسم شورایی یک جنبش چپ رادیکال بود که در آلمان و هلند در دهه ۱۹۲۰ ایجاد شد. سازمان اصلی آن حزب کارگران کمونیست آلمان (KAPD) بود. کمونیسم شورایی امروز به عنوان موضع نظری و کنشگری در درون مارکسیسم و همچنین در درون سوسیالیسم آزادیخواهانه ادامه دارد. بحث اصلی کمونیسم شورایی، در تقابل با استدلال‌های سوسیال دموکراسی و کمونیسم لنینیست، این است که شوراهای کارگری که در کارخانه‌ها و شهرداری‌ها بوجود می‌آیند شکل طبیعی و قانونی سازمان طبقه کارگر و قدرت دولتی است. این دیدگاه با فشار اصلاح طلبان و بلشویک‌ها بر احزاب پیشتاز، پارلمان‌ها یا دولت مخالف است.
مهم‌ترین اصل کمونیسم شورایی این است که دولت و اقتصاد باید توسط شوراهای کارگری، متشکل از نمایندگان منتخب در محل کار و قابل یادآوری در هر لحظه، اداره شوند. بدین ترتیب، کمونیست‌های شورایی مخالف «سوسیالیسم بوروکراتیک» اداره شده توسط دولت هستند. آنها همچنین با ایده «یک حزب انقلابی» مخالف هستند، زیرا کمونیست‌های شورا معتقدند که انقلابی به رهبری یک حزب لزوماً دیکتاتوری حزب را ایجاد خواهد کرد. کمونیست‌های شورایی از دموکراسی کارگری حمایت می‌کنند، که آنها می‌خواهند از طریق فدراسیون شوراهای کارگری تولید کنند.
واژه روسی برای شورا شوروی است و در اوایل انقلاب شوراهای کارگری از نظر سیاسی در روسیه دارای اهمیت بود. برای استفاده از هاله قدرت محل کار بود که این کلمه توسط لنین برای ارگانهای مختلف سیاسی استفاده شد. در واقع، نام شوروی عالی، که پارلمان نامیده شد و خود اتحاد جماهیر شوروی است، از این اصطلاحات استفاده می‌کند، اما به معنای عدم تمرکز نیست.
بعلاوه، کمونیست‌های شورایی انتقادی از اتحاد جماهیر شوروی به عنوان یک کشور سرمایه‌داری داشتند، زیرا معتقد بودند که انقلاب بلشویکی در روسیه وقتی بوروکراسی حزبی جایگزین اشراف قدیمی فئودالی می‌شود ، به یک انقلاب بورژوایی تبدیل شد. اگرچه بیشتر مردم احساس می‌کردند که انقلاب روسیه از نظر شخصیت طبقه کارگر است، آنها معتقد بودند که چون روابط سرمایه‌داری هنوز وجود دارد (یعنی کارگران در اداره اقتصاد حرفی برای گفتن ندارند) اتحاد جماهیر شوروی به عنوان یک کشور سرمایه‌داری دولتی به پایان رسید و دولت جایگزین فرد سرمایه‌دار شد. . بنابراین کمونیست‌های شورایی از انقلاب‌های کارگری حمایت می‌کنند، اما با دیکتاتوری‌های یک حزب مخالف هستند.
کمونیست‌های شورا همچنین به کاهش نقش حزب تحریک و تبلیغ اعتقاد داشتند، همه مشارکت در انتخابات یا پارلمان را رد کردند و استدلال کردند که کارگران باید اتحادیه‌های صنفی ارتجاعی را ترک کنند و یک اتحادیه بزرگ انقلابی تشکیل دهند.

### کمونیسم چپ
کمونیسم چپ طیف وسیعی از دیدگاه‌های کمونیست را در اختیار چپ کمونیست توصیف می‌کند، که ایده‌های سیاسی بلشویک‌ها را در دوره‌های خاص انتقاد می‌کند، از موضعی که گفته می‌شود مارکسیست و پرولتری معتبرتر از نظرات لنینیسم است که توسط انترناسیونال کمونیست پس از اولین و در دومین کنگره آن
گرچه او قبل از تبدیل شدن کمونیسم چپ به یک تمایل مشخص زندگی می‌کرد، رزا لوکزامبورگ به شدت از نظر سیاسی و نظری بر اکثر کمونیست‌های چپ تأثیر گذاشته‌است. از طرفداران کمونیسم چپ می‌توان به آمادئو بوردیگا، هرمان گورتر، آنتون پانکوک، اتو روله، کارل کورش، سیلویا پانکهورست و پل ماتیک اشاره کرد.
گروه‌های برجسته کمونیست چپ موجود امروز شامل جریان کمونیست بین‌الملل و دفتر بین‌المللی حزب انقلابی هستند. جناح‌های مختلف از حزب کمونیست بین‌المللی Bordigist بین‌المللی نیز سازمان‌های کمونیستی چپ محسوب می‌شوند.

### درون فروید مارکسیسم

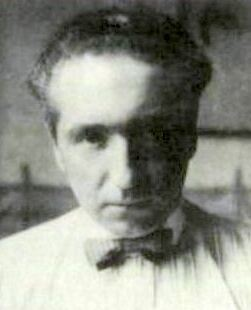
ویلهلم رایش، نظریه‌پرداز فروید مارکسیست که کتاب انقلاب جنسی را در سال ۱۹۳۶ نوشت

دو نظریه‌پرداز روانکاوی مارکسیست و فرویدی به دلیل تأکیدشان بر ضد استبداد و مسائل آزادی، برچسب آزادیخواهانه را دریافت کرده‌اند یا با آن در ارتباط بوده‌اند.
ویلهلم رایش روانکاو اتریشی، عضو نسل دوم روانکاوان پس از زیگموند فروید و از رادیکال‌ترین چهره‌های تاریخ روانپزشکی بود. وی نویسنده چندین کتاب و مقاله تأثیرگذار بود که از جمله آنها می‌توان به تحلیل شخصیت (۱۹۳۳)، روانشناسی توده فاشیسم (۱۹۳۳) و انقلاب جنسی (۱۹۳۶) اشاره کرد. کار او در زمینه شخصیت به پیشرفت آنا فروید در The Ego and Mechanisms of Defense (1936) و ایده وی در مورد زره عضلانی — بیان شخصیت در نحوه حرکت بدن کمک کرد — نوآوری‌هایی مانند روان درمانی بدن، فریتز گشتالت درمانی پرلز، تجزیه و تحلیل انرژی زیستی الکساندر لوون و درمان اولیه آرتور جانوف. نوشته‌های وی بر نسل روشنفکران تأثیر گذاشت - در جریان قیام‌های دانشجویی ۱۹۶۸ در پاریس و برلین، دانشجویان نام او را روی دیوارها خط زدند و نسخه‌هایی از روانشناسی توده فاشیسم را به سمت پلیس پرتاب کردند. در ۲۳ آگوست، شش تن از کتاب‌ها، مجلات و مقالات وی در دستگاه زباله سوز عمومی خیابان ۲۵ ام در نیویورک، دستگاه زباله سوز Gansevoort سوزانده شد. این مواد سوخته شامل کپی چندین کتاب وی از جمله انقلاب جنسی، تحلیل شخصیت و روانشناسی توده فاشیسم بود. اگرچه این مطالب قبل از بحث و گفتگو دربارهٔ رگ به زبان آلمانی منتشر شده بود، وی ذکر آن را به نسخه‌های انگلیسی اضافه کرده بود، بنابراین این حکم را گرفتند. همانند باتری‌های انباشته، FDA فقط قرار بود تخریب را مشاهده کند. به عنوان یکی از بدترین نمونه‌های سانسور در ایالات متحده ذکر شده‌است. رایش مبلغی مداوم برای آزادی جنسی شد، تا آنجا که کلینیک‌های مشاوره جنسی رایگان در وین برای بیماران طبقه کارگر و همچنین ایجاد اصطلاح " انقلاب جنسی " در یکی از کتاب‌های خود از دهه ۱۹۴۰ در وین.

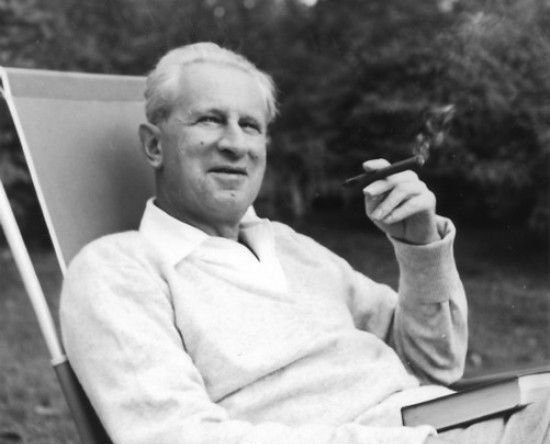
هربرت مارکوزه، مرتبط با مکتب نظریه انتقادی فرانکفورت، یک فیلسوف سوسیالیست آزادیخواه با نفوذ چپ جدید بود

از طرف دیگر، هربرت مارکوزه فیلسوف، جامعه‌شناس و نظریه‌پرداز سیاسی آلمانی بود که با مکتب نظریه انتقادی فرانکفورت ارتباط داشت. کار او Eros and Civilization (1955) در مورد معنای اجتماعی زیست‌شناسی بحث می‌کند - تاریخ نه به عنوان یک مبارزه طبقاتی، بلکه مبارزه با سرکوب غرایز ما. این استدلال استدلال می‌کند که «جامعه صنعتی پیشرفته» (سرمایه‌داری مدرن) مانع رسیدن ما به جامعه ای غیر سرکوبگر «مبتنی بر یک تجربه اساساً متفاوت از وجود، یک رابطه اساساً متفاوت بین انسان و طبیعت و روابط وجودی اساساً متفاوت» می‌شود. این ادعا می‌کند که استدلال فروید مبنی بر اینکه سرکوب برای تداوم نیاز به تمدن است ، به دلیل آزادسازی و سازندگی اروس اشتباه است. مارکوزه استدلال می‌کند که «تعارض آشتی ناپذیر بین کار (اصل واقعیت) و اروس (اصل لذت) نیست، بلکه بین کار بیگانه (اصل عملکرد) و اروس است». رابطه جنسی برای "شرط بندها" (سرمایه داران) و برای کارگران فقط درصورتی که عملکرد مزاحمتی نداشته باشد مجاز است. مارکوزه معتقد است که یک جامعه سوسیالیستی می‌تواند جامعه ای باشد بدون نیاز به عملکرد فقرا و بدون سرکوب محرمانه جنسی ما - این می‌تواند کار بیگانه را جایگزین "کار جنبشی بیگانه" و در نتیجه "یک تمدن غیر سرکوبگر "تصعید غیر سرکوبگر" ". در طول دهه ۱۹۶۰، مارکوزه به شهرت جهانی به عنوان "معلم چپ جدید" دست یافت و مقالات زیادی را منتشر کرد و به دانشجویان رادیکال در سراسر جهان سخنرانی و مشاوره داد. او به‌طور گسترده سفر می‌کرد و کارهای او اغلب در رسانه‌های جمعی مورد بحث قرار می‌گرفت و به یکی از معدود روشنفکران آمریکایی تبدیل شد که مورد توجه قرار گرفت. مارکوزه هرگز تسلیم دیدگاه و تعهدات انقلابی خود نشد و برای دفاع از نظریه مارکسی و سوسیالیسم آزادیخواهانه تا پایان مرگ ادامه داد.

### Socialisme ou Barbarie

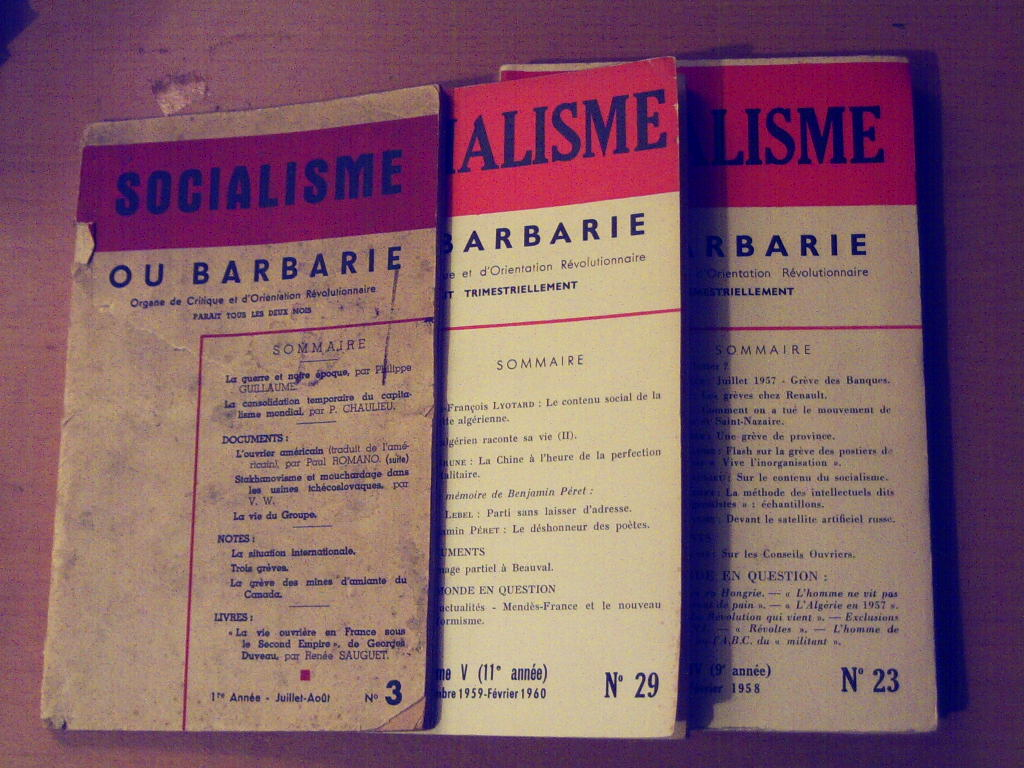
مجله Socialisme ou Barbarie

Socialisme ou Barbarie ("سوسیالیسم یا بربریت") یک گروه سوسیالیست آزادیخواه رادیکال مستقر در فرانسه پس از جنگ جهانی دوم بود، که نام او از عبارتی است که روزا لوکزامبورگ در مقاله خود با عنوان "جزوه جونیوس" به کار برد. از سال ۱۹۴۸ تا ۱۹۶۵ وجود داشته‌است. شخصیت انیمیشن، کورنلیوس کاستوریادیس بود که به پیر چولئو یا پل کاردان نیز معروف است. این گروه از انترناسیونال چهارم تروتسکیست منشأ گرفتند، جایی که کاستوریادیس و کلود لفورت گرایش Chaulieu – Montal را در پارتی کمونیست اینترنشنال فرانسه در سال ۱۹۴۶ تشکیل دادند. در سال ۱۹۴۸، آنها «آخرین نارضایتی خود با تروتسکیسم» را تجربه کردند، آنها را به جدایی و ایجاد سوسیالیسم یا باربری که مجله آن در مارس ۱۹۴۹ شروع به کار کرد، منجر کرد. کاستوریادیس بعداً در مورد این دوره گفت که "مخاطبان اصلی این گروه و مجله توسط گروه‌هایی از چپ رادیکال قدیمی تشکیل شد: بوردیگیستها، کمونیست‌های شورا، برخی از آنارشیست‌ها و برخی از فرزندان" چپ "آلمان در دهه 1920". این گروه از روشنفکران و کارگران تشکیل شده بود و با این عقیده که دشمنان اصلی جامعه بوروکراسی‌های حاکم بر سرمایه‌داری مدرن بودند موافق بودند. آنها مبارزه با آن بوروکراسی را در ژورنال گروه مستند و تجزیه و تحلیل کردند. به عنوان مثال، شماره سیزدهم (ژانویه - مارس ۱۹۵۴) به شورش آلمان شرقی در ژوئن ۱۹۵۳ و اعتصاباتی که در تابستان سال گذشته در میان چندین بخش کارگران فرانسوی آغاز شد، اختصاص داشت. به دنبال این اعتقاد که آنچه طبقه کارگر در مبارزات روزمره خود به آن پرداخته‌است، محتوای واقعی سوسیالیسم است، روشنفکران کارگران این گروه را تشویق می‌کردند که از هر جنبه از زندگی کاری خود گزارش دهند.

### بین‌الملل وضعیت گرایی
موقعیتگرا بین‌المللی (SI) یک گروه محدود از انقلابیون بین‌المللی در سال ۱۹۵۷ تأسیس شد و که اوج آن در نفوذ خود را در بی‌سابقه ای بود کلی اعتصابات غیرقانونی از ماه مه ۱۹۶۸ در فرانسه.
آنها با ایده‌های خود که ریشه در مارکسیسم و آوانگاردهای هنری قرن بیستم اروپایی دارد، از تحقق تجارب زندگی برای جانشینی آنچه توسط نظام سرمایه‌داری پذیرفته شده‌است، برای تحقق خواسته‌های بدوی بشر و دستیابی به یک کیفیت عاطفی برتر حمایت می‌کنند. برای این منظور آنها ساخت موقعیتها، یعنی ایجاد محیطهای مناسب برای تحقق چنین خواسته‌هایی را پیشنهاد و آزمایش کردند. آنها با استفاده از روش‌هایی که از هنر گرفته شده‌است، مجموعه ای از زمینه‌های تجربی مطالعه را برای ساخت چنین شرایطی مانند شهرنشینی واحد و روان جغرافیایی توسعه دادند.
آنها با مانع اصلی تحقق چنین زندگی عاطفی برتر که توسط آنها در سرمایه‌داری پیشرفته مشخص شده‌است، مبارزه کردند. کار نظری آنها در کتاب بسیار تأثیرگذار " جامعه عینک" نوشته گای دبورد به اوج خود رسید. دبور در سال ۱۹۶۷ استدلال کرد که ویژگی‌های چشمگیر مانند رسانه‌های جمعی و تبلیغات نقشی اساسی در یک جامعه پیشرفته سرمایه‌داری دارند، که نشان دادن یک واقعیت جعلی برای پوشاندن تخریب واقعی سرمایه‌داری در زندگی بشر است. برای سرنگونی چنین سیستمی، بین‌الملل Situationist از شورش‌های ماه مه ۱۹۶۸ حمایت کرد و از کارگران خواست تا کارخانه‌ها را اشغال کنند و آنها را با دموکراسی مستقیم از طریق شوراهای کارگری متشکل از نمایندگان فوراً لغو شده اداره کنند.
پس از انتشار در آخرین شماره مجله، تحلیلی از شورش‌های مه ۱۹۶۸ و راهکارهایی که باید در انقلاب‌های آینده اتخاذ شود، SI در سال ۱۹۷۲ منحل شد.

### همبستگی
همبستگی یک سازمان سوسیالیستی آزادیخواه کوچک از سال ۱۹۶۰ تا ۱۹۹۲ در انگلستان بود. مجله ای به همین نام منتشر کرد. همبستگی در نسخه‌های خود نزدیک به کمونیسم شورایی بود و به دلیل تأکید بر سازماندهی خود کارگران و به دلیل ضد لنینیسم رادیکال مشهور بود. همبستگی در سال ۱۹۶۰ توسط گروه کوچکی از اعضای اخراج شده حزب کارگر سوسیالیست تروتسکیست تأسیس شد. در ابتدا به عنوان سوسیالیسم تأیید شد این گروه ژورنالی را به نام Agitator منتشر کردند که پس از شش شماره به همبستگی تغییر نام یافت و سازمان نام جدید خود را از آن گرفت. تقریباً از ابتدا این گروه به شدت تحت تأثیر گروه سوسیالیسم فرانسوی فرانسوی، به ویژه تحت تأثیر رهبر فکری این گروه کورنلیوس کاستوریادیس قرار گرفت، که مقاله‌های وی در میان بسیاری از جزوه‌های همبستگی تولید شده بود. همبستگی به عنوان یک سازمان سراسری با گروه‌هایی در لندن و بسیاری از شهرهای دیگر تا سال ۱۹۸۱ وجود داشت که پس از یک سری اختلافات سیاسی منفجر شد. مجله همبستگی تا سال ۱۹۹۲ توسط گروه لندن منتشر می‌شد - دیگر اعضای سابق همبستگی پشت Wildcat در منچستر و مجله Here و Now در گلاسگو بودند. رهبر فکری این گروه کریس پالیس بود، که در جزوه‌های وی (با نام موریس برینتون نوشته شده) شامل پاریس مه ۱۹۶۸ ، بلشویک‌ها و کنترل کارگران ۲۱-۱۹۱۷ و کتاب‌های غیر منطقی در سیاست بود. دیگر نویسندگان اصلی همبستگی عبارتند از: اندی اندرسون (نویسنده مجارستان ۱۹۵۶)، کن ولر (که چندین جزوه دربارهٔ مبارزات صنعتی نوشت و بر بولتن‌های موتور گروه صنعت خودرو نظارت کرد)، جو جیکوبز (بیرون از گتو)، جان بلدرچین (آهسته) -Burning Fuse)، فیل میلر (پرتغال: انقلاب غیرممکن) جان کینگ (اقتصاد سیاسی مارکس، تاریخی از اقتصاد مارکسی)، جورج ویلیامسون (نوشتن به عنوان جیمز فین لایسون، ویرانی شهری - برنامه‌ریزی حبس)، دیوید لمب (Mutinies) و لیز ویلیس (زنان در انقلاب اسپانیا).

### خودمختاری

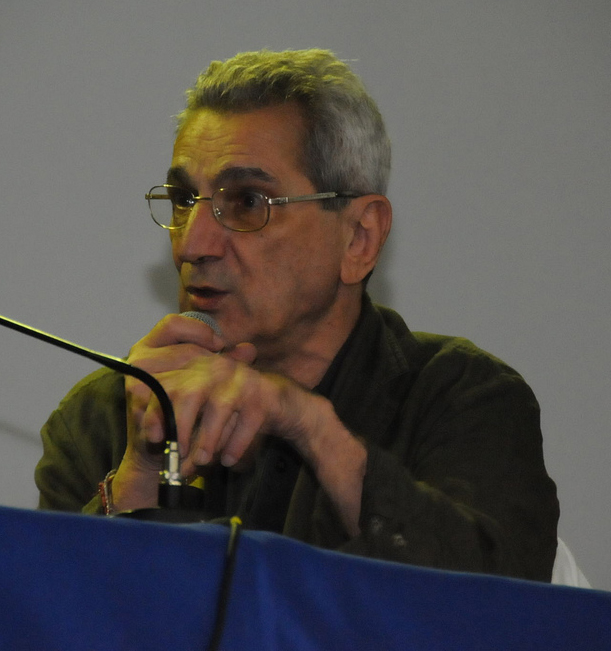
آنتونیو نگری، نظریه‌پرداز اصلی خودمختاری ایتالیا

منظور از خودمختاری مجموعه‌ای از جنبش‌ها و تئوری‌های سیاسی و اجتماعی چپ نزدیک به جنبش سوسیالیست است. به عنوان یک سیستم نظری قابل شناسایی، اولین بار در ایتالیا در دهه ۱۹۶۰ از کمونیسم کارگری (عمل گرایی) ظهور کرد. بعدها، گرایش‌های پسا مارکسیستی و آنارشیستی پس از نفوذ از سوی وضعیت گرایان، شکست جنبش‌های چپ افراطی ایتالیا در دهه ۱۹۷۰ و ظهور تعدادی از نظریه پردازان مهم از جمله آنتونیو نگری، که در تأسیس Potere Operaio در ۱۹۶۹ کمک کرده بود، قابل توجه شد.، ماریو ترونتی و پائولو ویرنو.
از طریق ترجمه‌هایی که توسط دانیلو مونتالدی و دیگران در دسترس قرار گرفته‌است، خودمختاران ایتالیایی از تحقیقات قبلی فعالان در ایالات متحده توسط Johnson – Forest Tendency و در فرانسه توسط گروه Socialisme ou Barbarie استفاده کردند.
این سازمان بر Autonomen آلمان و هلند، جنبش مرکز اجتماعی جهانی تأثیرگذار بوده و امروزه در ایتالیا، فرانسه و تا حدودی در کشورهای انگلیسی زبان تأثیرگذار است. کسانی که خود را خودمختار توصیف می‌کنند اکنون از مارکسیست‌ها به پساساختارگرایان و آنارشیست‌ها متفاوت هستند. جنبش‌های خودمختار مارکسیستی و خودمختاری به برخی از چپ انقلابی در کشورهای انگلیسی زبان، به ویژه در میان آنارشیست‌ها، که بسیاری از آنها تاکتیک‌های خودمختاری را در پیش گرفته‌اند، الهام بخش بود. برخی از آنارشیست‌های انگلیسی زبان حتی خود را خودمختار توصیف می‌کنند. جنبش اپرایسمو (" کارگرایی ") ایتالیا بر دانشگاهیان مارکسیست مانند هری کلیور، جان هالووی، استیو رایت و نیک دایر-ویتفورد نیز تأثیر گذاشت.

### برقراری ارتباط
ارتباطات عمدتاً به یک نظریه کمونیستی معاصر اشاره دارد که در آن متوجه می‌شویم "مخلوطی از آنارشیسم شورشی، فوق العاده چپ کمونیست، مستقل از پست، جریانهای ضد سیاسی، گروه‌هایی مانند کمیته نامرئی و همچنین" ارتباط " جریاناتی مانند Théorie Communiste و Endnotes. بدیهی است که در قلب این کلمه کمونیسم قرار دارد و، همانطور که تغییر در ارتباطات نشان می‌دهد، کمونیسم به عنوان یک فعالیت و روند خاص ".
ارتباط اصطلاح ارتباط با یک " فوق العاده چپ " که خود مشخص است در فرانسه در دهه ۱۹۷۰ تثبیت شد، جایی که توصیف نه انتقال به مرحله بالاتر کمونیسم، بلکه چشم‌انداز انقلاب کمونیستی خود بود؛ بنابراین در جزوه جهانی بدون پول در سال ۱۹۷۵ عنوان شده است که "قیام و ارتباطات ارتباط تنگاتنگی دارند. ابتدا یک دوره قیام و سپس بعداً، به لطف این قیام، تحول واقعیت اجتماعی وجود نخواهد داشت. روند قیام نیرو خود را از ارتباطات خود می‌گیرد ".
این اصطلاح امروزه نیز در فرانسه به این معنا استفاده می‌شود و در نتیجه ترجمه متون توسط ژیل داو و تئوری کمونیست، دو چهره اصلی در این گرایش، به زبان انگلیسی نیز گسترش یافته‌است. با این حال، در اواخر دهه ۱۹۹۰، یک احساس نزدیک و غیر یکسان «ارتباط» توسط گروه پسا-وضعیت گرای فرانسوی تیققون ایجاد شد. با توجه به پیشینیان فوق چپ خود، به نظر می‌رسد تمایل تیقون برای این اصطلاح تأکید آن بر کمونیسم به عنوان یک فرایند فوری است تا یک هدف دور، اما برای تیقون این دیگر مترادف با «انقلاب» نیست که به عنوان یک هدف تاریخی شناخته می‌شود این رویداد، بلکه بیشتر با انواع فعالیتها قابل شناسایی است - از چمباتمه زدن و راه اندازی کمون‌ها تا «اشتراک گذاری» - که به‌طور معمول به عنوان «قبل از انقلاب» قابل درک است. از دیدگاه فوق چپ چنین سیاست «رها کردن» یا به گفته تیقون «خلع ید» - ایجاد فضاها و روالهایی که تا حدی مستقل از سرمایه‌داری است - به عنوان نوع ساده لوحانه یا ارتجاعی کنار گذاشته می‌شود. به دلیل محبوبیت آثار مربوط به Tiqqun در حلقه‌های آنارشیست Call و The Coming Insurrection در ایالات متحده، این احساس اخیر "ارتباط" بود که در ارتباطات آنارشیست و " شورشیان " ایالات متحده، به ویژه در جنبش دانشجویی کالیفرنیا استفاده می‌شد از 2009–2010.